# The Sweet Sweet Fantasy Tour
The Sweet Sweet Fantasy Tour fue la novena gira musical de la cantautora estadounidense Mariah Carey. Incluye conciertos en Europa, América y África. La gira inició el 15 de marzo de 2016 en Glasgow, Reino Unido y finalizó 26 de noviembre de 2016 en Honolulu, Hawái, dando lugar también a que sea su primera gira en visitar la isla en casi dos décadas. Esta es la primera gira de Carey en visitar el continente europeo en 13 años, siendo la última vez con el Charmbracelet Tour en 2003. En principio la cantante visitaría por primera en su carrera en América Latina, pero finalmente fueron cancelados los conciertos por problemas logísticos con la promotora.

## Antecedentes
La gira fue anunciada el 14 de diciembre de 2015, publicándose las fechas europeas y africanas. En un mensaje en redes sociales, la cantante se mostró muy entusiasmada de volver al continente europeo, donde no actuaba desde hacía trece años con el Charmbracelet Tour de 2003. Para anunciar e iniciar la promoción del nuevo espectáculo, Carey se presentó en el programa británico Lorraine el mismo día del gran anuncio. En la entrevista ella dijo: «Esto es para mis fans acérrimos; voy de gira! una gira europea que comienza en Glasgow. Estaremos empezando en la parte superior de marzo y el nombre del tour es The Sweet Sweet Fantasy Tour ('Dulce Dulce Fantasía'). Yo quería darle a la gente un poco de nostalgia, por lo que es de mi lleva el título de mi canción «Fantasy». Pueden esperar un montón de canciones que voy a investigar, canciones que fueron grandes en estos territorios y esas canciones especialmente para los fans. Y usted sabe un buen espectáculo, que estoy tratando de montar un espectáculo con el que la gente disfrutará y estaré cerca de los aficionados y para poder relacionarse con ellos... no todo el mundo está tan cerca de sus fans. Tengo una relación muy especial con mis fans, así que estoy deseando que llegue!». A mediados de marzo de 2016, fue anunciada la participación de la cantante en el Essence Music Festival de Nueva Orleans, dando lugar a una única fecha en Norteamérica. Asimsimo, fueron anunciados en junio tres conciertos en Brasil, para después en julio anunciar más fechas en diferentes países latinoamericanos. En septiembre de ese mismo año, la cantante anuncio varios conciertos para Hawái. Aunque finalmente, en octubre fueron cancelados los conciertos en Latinoamérica por problemas logísticos con la promotora, aunque los conciertos programados en México fueron sostenidos.

## Recepción de la crítica
Una vez iniciada la gira europea, los medios de comunicación se hicieron eco, dando lugar críticas y reseñas mayoritariamente positivas para el espectáculo que Carey. Graeme Virtue desde The Guardian reseño el primer concierto, ofrecido en Glasgow, otorgando 3 estrellas de 5. Describe el concierto basado en «la puesta en escena, a veces excéntrica, (donde) la diva del pop Royalty entrega un paquete a veces cursi, pero bien adaptados». En la reseña se critica especialmente los aspectos logísticos del show, afirmando que hubo algunos fallos en la realización del concierto a causa de ser el primero en llevarse a cabo. Sin embargo, afirma que es un buen espectáculo, con una gran potencia vocal de la cantante que afirma, siembre será «libre en el pop». Desde el también británico The Independent, destacaron positivamente la voz de Carey durante las baladas. Asimismo, otorgaban la misma calificación al show que en la reseña comentada anteriormente, afirmando que se trató de un concierto entretenido y destacaron el momento en que la cantante rinde tributo a la difunta Whitney Houston.

## Emisiones y grabaciones

### Mariah's World
Mariah's World será un reality-documental de vídeos basados en las experiencias, preparativos, convivencia y comentarios respecto a la gira, así como el desarrollo de los shows. Así, la cantante muestra su punto de vista en cuanto a otros aspectos de su vida y nos permite ver pequeñas escenas cotidianas del backstage y de sus propios conciertos en vivo. Esta serie televisada será producida y grabada durante la gira por el canal E!. El reality constará de ocho episodios centrados en la gira The Sweet Sweet Fantasy, y en los preparativos de la boda de Carey con su pareja, el multimilloario James Packer. “Estoy emocionada por invitar a mis fans al siguiente capítulo de mi vida en el que me voy a embarcar”, ha dicho la cantante sobre esta nueva aventura televisiva. “Ya me estoy divirtiendo mucho con este documental y sé que vosotros también lo pasaréis bien. No hay nada mejor que capturar estos momentos”.

## Repertorio
1. «Fantasy»
2. «Emotions»
3. «My All»
4. «Always Be My Baby»
5. «I'll Be There» (con Trey Lorenz)
6. «Touch My Body»
7. «I Know What You Want»
8. «Obsessed»
9. «Shake It Off »
10. «Loverboy»
11. «It's Like That»
12. «Heartbreaker»
13. «Against All Odds (Take a Look at Me Now)»
14. «One Sweet Day» (con Trey Lorenz & Daniel Moore)
15. «When You Believe» (Tributo Whitney Houston)
16. «Hero»
17. «We Belong Together»
18. «Without You»

Notas
- «Against All Odds (Take a Look at Me Now)» fue interpretada por la cantante el 23 de abril durante el concierto ofrecido en el Ziggo Dome de Ámsterdam.

Referencia:

## Fechas
| Europa                  |                  |                |                          |
| 15 de marzo de 2016     | Glasgow          | Reino Unido    | The Hydro                |
| 17 de marzo de 2016     | Leeds            | Reino Unido    | First Direct Arena       |
| 18 de marzo de 2016     | Mánchester       | Reino Unido    | M.E.N. Arena             |
| 20 de marzo de 2016     | Birmingham       | Reino Unido    | Arena Birmingham         |
| 21 de marzo de 2016     | Cardiff          | Reino Unido    | Arena Birmingham         |
| 23 de marzo de 2016     | Londres          | Reino Unido    | The O2 Arena             |
| 26 de marzo de 2016     | Esch-sur-Alzette | Luxemburgo     | Rockhal                  |
| 29 de marzo de 2016     | Copenhague       | Dinamarca      | The Forum                |
| 31 de marzo de 2016     | Oslo             | Noruega        | Spektrum                 |
| 2 de abril de 2016      | Estocolmo        | Suecia         | Ericsson Globe           |
| 4 de abril de 2016      | Helsinki         | Finlandia      | Hartwall Areena          |
| 6 de abril de 2016      | Tallin           | Estonia        | Saku Suurhall            |
| 7 de abril de 2016      | Riga             | Letonia        | Arena Riga               |
| 9 de abril de 2016      | Kaunas           | Lituania       | Žalgiris Arena           |
| 11 de abril de 2016     | Cracovia         | Polonia        | Tauron Arena             |
| 13 de abril de 2016     | Colonia          | Alemania       | Lanxess Arena            |
| 14 de abril de 2016     | Múnich           | Alemania       | Olympiahalle             |
| 16 de abril de 2016     | Milán            | Italia         | Mediolanum Forum         |
| 18 de abril de 2016     | Zúrich           | Suiza          | Hallenstadion            |
| 19 de abril de 2016     | Viena            | Austria        | Wiener Stadthalle        |
| 21 de abril de 2016     | París            | Francia        | Bercy Arena              |
| 23 de abril de 2016     | Ámsterdam        | Países Bajos   | Ziggo Dome               |
| África                  |                  |                |                          |
| 26 de abril de 2016     | Ciudad del Cabo  | Sudáfrica      | Cape Town Stadium        |
| 29 de abril de 2016     | Durban           | Sudáfrica      | Moses Mabhida Stadium    |
| 1 de mayo de 2016       | Johannesburgo    | Sudáfrica      | Ticketpro Dome           |
| 2 de mayo de 2016       | Johannesburgo    | Sudáfrica      | Ticketpro Dome           |
| Norteamérica            |                  |                |                          |
| 2 de julio de 2016      | Nueva Orleans    | Estados Unidos | Mercedes-Benz Superdome  |
| América Latina          |                  |                |                          |
| 8 de noviembre de 2016  | Ciudad de México | México         | Arena Ciudad de México   |
| 9 de noviembre de 2016  | Monterrey        | México         | Arena Monterrey          |
| Norteamérica            |                  |                |                          |
| 23 de noviembre de 2016 | Honolulu         | Estados Unidos | Neal S. Blaisdell Center |
| 25 de noviembre de 2016 | Honolulu         | Estados Unidos | Neal S. Blaisdell Center |
| 26 de noviembre de 2016 | Honolulu         | Estados Unidos | Neal S. Blaisdell Center |

### Conciertos cancelados y/o reprogramados
| Fecha                  | Ciudad, País             | Lugar                   | Motivo                                                                                         |
| ---------------------- | ------------------------ | ----------------------- | ---------------------------------------------------------------------------------------------- |
| 27 de marzo de 2016    | Bruselas, Bélgica        | Forest Nacional         | Cancelado por seguridad debido a los Atentados de Bruselas que tuvieron lugar unos días antes. |
| 28 de octubre de 2016  | Buenos Aires, Argentina  | Estadio GEBA            | Cancelado por motivos logísticos.                                                              |
| 30 de octubre de 2016  | Santiago de Chile, Chile | Movistar Arena          | Cancelado por motivos logísticos.                                                              |
| 1 de noviembre de 2016 | São Paulo, Brasil        | Allianz Parque          | Cancelado por motivos logísticos.                                                              |
| 4 de noviembre de 2016 | Curitiba, Brasil         | Pedreira Paulo Leminski | Cancelado por motivos logísticos.                                                              |
| 5 de noviembre de 2016 | Porto Alegre, Brasil     | Estadio Beira-Rio       | Cancelado por motivos logísticos.                                                              |

### Asistencia y recaudaciones
| Lugar            | Ciudad     | Entradas vendidas | Recaudación |
| ---------------- | ---------- | ----------------- | ----------- |
| The SSE Hydro    | Glasgow    | 3 506 / 3 835     | $311 091    |
| Manchester Arena | Mánchester | 9 055 / 9 960     | $843 966    |
| The O2 Arena     | Londres    | 15 189 / 16 076   | $1 412 500  |
| Hallenstadion    | Zürich     | 4 007 / 9 500     | $284 757    |